# Mistrzostwa świata w hokeju na trawie mężczyzn
Mistrzostwa świata w hokeju na trawie mężczyzn po raz pierwszy zostały rozegrane w 1971 roku w Barcelonie. Pierwszymi triumfatorami zostali Pakistańczycy, którzy w finale pokonali Hiszpanów 1:0. Są najważniejszymi zawodami obok igrzysk olimpijskich na świecie. W pierwszej edycji wzięło udział 10 zespołów, lecz od następnych mistrzostw do 2014 roku powiększyli grono uczestników do 12. Od 2018 roku turniej został powiększony do 16 drużyn. Mistrzostwa organizuje Międzynarodowa Federacja Hokeja na Trawie (FIH).

## Medaliści
| Rok i miejsce        | Złoto     | Srebro    | Brąz      | Polska      |
| -------------------- | --------- | --------- | --------- | ----------- |
| 1971 Barcelona       | Pakistan  | Hiszpania | Indie     | ---         |
| 1973 Amstelveen      | Holandia  | Indie     | RFN       | ---         |
| 1975 Kuala Lumpur    | Indie     | Pakistan  | RFN       | 10. miejsce |
| 1978 Buenos Aires    | Pakistan  | Holandia  | Australia | 9. miejsce  |
| 1982 Bombaj          | Pakistan  | RFN       | Australia | 8. miejsce  |
| 1986 Londyn          | Australia | Anglia    | RFN       | 8. miejsce  |
| 1990 Lahore          | Holandia  | Pakistan  | Australia | ---         |
| 1994 Sydney          | Pakistan  | Holandia  | Australia | ---         |
| 1998 Utrecht         | Holandia  | Hiszpania | Niemcy    | 12. miejsce |
| 2002 Kuala Lumpur    | Niemcy    | Australia | Holandia  | 15. miejsce |
| 2006 Mönchengladbach | Niemcy    | Australia | Hiszpania | ---         |
| 2010 Nowe Delhi      | Australia | Niemcy    | Holandia  | ---         |
| 2014 Haga            | Australia | Holandia  | Argentyna | ---         |
| 2018 Bhubaneswar     | Belgia    | Holandia  | Australia | ---         |
| 2023 Bhubaneswar     | Niemcy    | Belgia    | Holandia  | ---         |

## Klasyfikacja medalowa (1971–2023)
| Miejsce | Państwo   |    |    |    | Razem |
| ------- | --------- | -- | -- | -- | ----- |
| 1.      | Pakistan  | 4  | 2  | 0  | 6     |
| 2.      | Holandia  | 3  | 4  | 3  | 10    |
| 3.      | Australia | 3  | 2  | 5  | 10    |
| 4.      | Niemcy    | 3  | 1  | 1  | 5     |
| 5.      | Indie     | 1  | 1  | 1  | 3     |
| 6.      | Belgia    | 1  | 1  | 0  | 2     |
| 7.      | Hiszpania | 0  | 2  | 1  | 3     |
| 8.      | RFN       | 0  | 1  | 3  | 4     |
| 9.      | Anglia    | 0  | 1  | 0  | 1     |
| 10.     | Argentyna | 0  | 0  | 1  | 1     |
| Razem   | Razem     | 15 | 15 | 15 | 45    |